# Presidentpalatset i Tirana

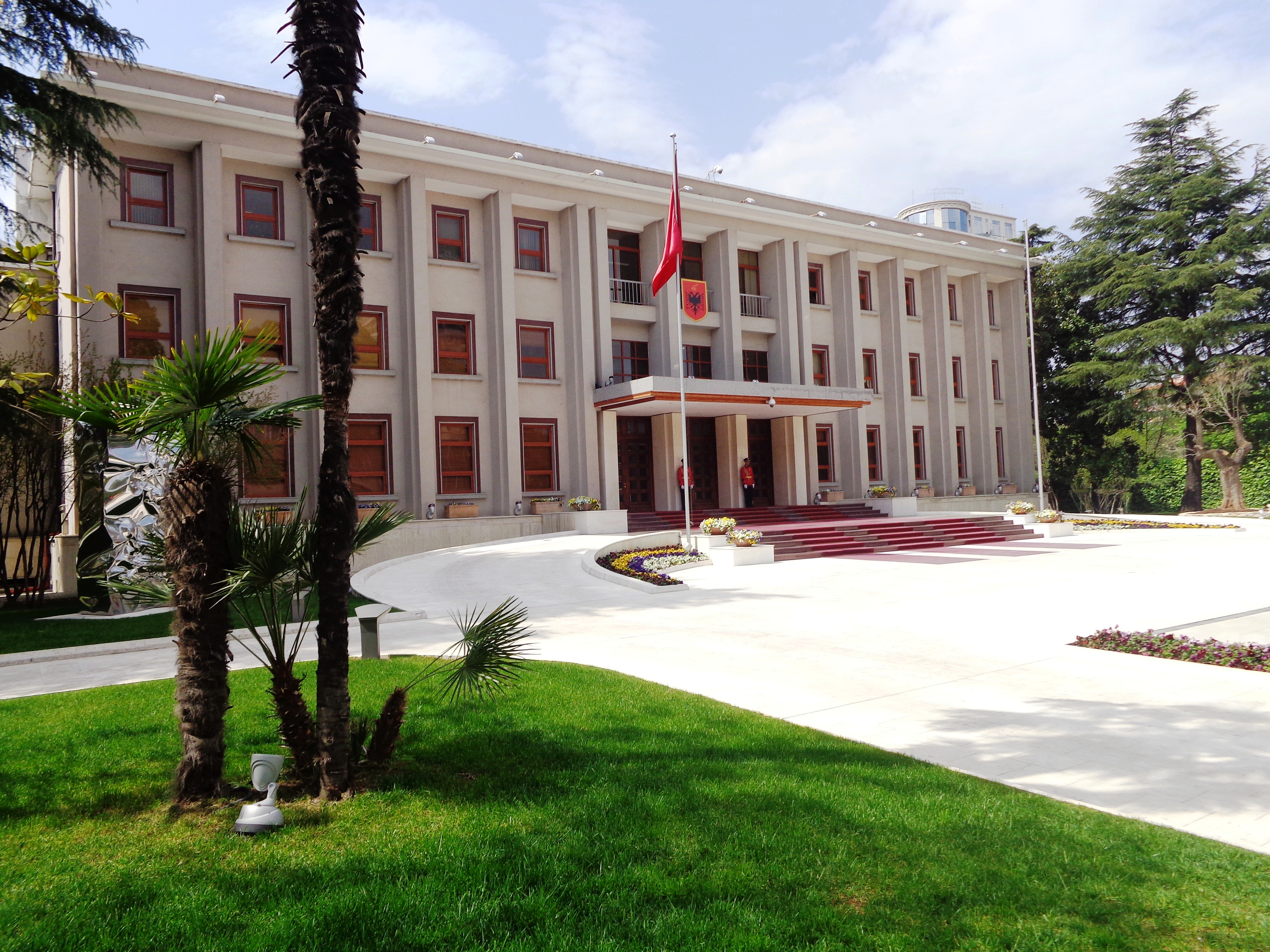
Presidenca e R Shqiperise

Presidentpalatset i Tirana är det officiella residenset för Albaniens president i Tirana i Albanien.
Byggnaden uppfördes mellan 1936 och 1941 som bostad åt kung Zog I av Albanien, som dittills hade bott i en privatvilla i Tirana. Palatset skildrades i LIFE 22 maj 1939. Det var dock ännu inte helt färdigställt innan kungafamiljen tvingades lämna landet under andra världskriget 1939. Under den italienska ockupationen blev Italiens kung Viktor Emanuel III monark även i Albanien, och bodde i palatset under sitt enda besök i landet 1941. 
Under kommunistregimen mellan 1945 och 1992 tjänade det som offentlig representationslokal med namnet Brigadernas palats. Efter regimens fall 1992 blev det presidentpalats och officiellt residens för Albaniens president. 